# شبرينغه
اشبرينغه (بالألمانية: Springe) هي بلدة ألمانية تقع في ألمانيا في Hanover region. يقدر عدد سكانها بـ 29,781 نسمة .

## المدن التوأمة
مدن نيور، فالبوني و فارن (موريتس) هي مدن توأمة لـاشبرينغه.

## أعلام
- غونتر زاكس
- فريدريش بيترز
- جيمي لي كغيفيتز